# Piotr Robak
Piotr Robak (ur. 27 czerwca 1991) – polski koszykarz grający na pozycji rzucającego obrońcy, obecnie zawodnik Noteci Inowrocław.
10 czerwca 2016 został zawodnikiem Legii Warszawa. 5 lipca 2018 podpisał umowę z GTK Gliwice.
29 czerwca 2020 zawarł dwuletnią umowę z Kotwicą Kołobrzeg.

## Osiągnięcia
Stan na 13 lipca 2020.
Drużynowe
- Awans do:
  - PLK z zespołem Legii Warszawa (2017)[4]
  - I ligi z Astorią Bydgoszcz (2010)[5]
  - I ligi z Notecią Inowrocław (2024)[6]

Indywidualne
- Zaliczony do I składu I ligi (2016, 2020)[7][8]